# Ferring Pharmaceuticals
Ferring Pharmaceuticals es una empresa farmacéutica multinacional especializada en el desarrollo y comercialización de fármacos para la medicina humana.

## Historia
La empresa fue fundada por Frederik Paulsen (1909-1997) en Malmö (Suecia) en 1950. Inicialmente se llamaba Nordiska Hormon Laboratoriet, cambiando a Ferring en 1954. Dicha palabra, en frisón, hace referencia a una persona originaria de la isla de Föhr, sobre la costa oeste de Alemania, de donde era originaria la familia de Frederik Paulsen.
En 1961, hicieron su primer gran avance: la producción sintética de oxitocina y vasopresina. Al crecer y expandirse, trasladaron la sede a Copenhague, Dinamarca, y luego a Suiza.
En 2012, la sociedad empleaba más de 4500 personas con fábricas en Suiza, a Dinamarca, en Alemania, en República Checa, China, Israel, Argentina, Escocia y México.
En 2019, Ferring posee 11 fábricas de producción, 10 centros de investigación y desarrollo y emplea 6 500 personas.

## Controversias

### Escándalo político en Suiza
En 2018, Frederik Paulsen Jr estaba implicado en un escándalo político en Suiza. Géraldine Savary, política suiza, ha confesado a su partido que Paulsen había aportado su apoyo financiero a sus campañas del Consejo de Estado y de Luc Recordon (Verdes) en 2011 y 2015. En una entrevista, Géraldine Savary ha confirmado haber recibido dinero de Frederik Paulsen. Géraldine Savary ha dado su dimisión como consecuencia de este asunto.

### Vínculos con Vladímir Putin
Desde 2009, Frederik Paulsen Jr es cónsul honorario de Rusia a Lausana y parece mantener una relación privilegiada con el país y su presidente. El año precedente, el presidente ruso Vladímir Putin lo había premiado con el Orden de la amistad. Los vínculos con Rusia son variados. Las revelaciones se refieren a la existencia de una empresa denominada "Consulat rusa VD Ltd" de las islas Vírgenes británicas. Según Christian Bettex, abogado de Paulsen, la empresa Consulat ruso VD Ltd. ha sido fundada para emitir "tarjetas de crédito a los empleados diplomaticos y para cubrir gastos profesionales".

### Ferring y el escándalo VSL # 3
El italiano Claudio De Simone, inventor del probiótico VSL#3, junto con ExeGi Pharma LLC, demandaron a VSL Pharmaceuticals Inc., a Leadiant Biosciences, Inc. y a Alfasigma USA por hacer falsa publicidad y por los derechos de propiedad del VSL#3.
El texto y la patente correspondiente han sido otorgados bajo licencia a VSL Pharmaceuticals, Inc. Cuando De Simone terminó su relación comercial con VSL Inc., la empresa intentó producir una copia de calidad inferior de la fórmula original, pero manteniendo el mismo nombre. Surgió una disputa legal sobre la titularidad de la redacción de propiedad y las reclamaciones relativas a esa copia del VSL#3.
Ferring está involucrada en este caso ya que el 20 de marzo de 2017, Ferring Pharmaceuticals y CD Investments (CDI) anunció la firma de un acuerdo para conceder a Ferring los derechos exclusivos de comercialización del VSL#3. Esto pone de relieve el hecho de que Ferring ha estado comercializando una «imitación» del VSL#3, la cual contiene una fórmula diferente a la original.
Según los documentos legales, «el 25 de enero de 2018, el Tribunal de Justicia de Hamburgo evaluó el producto VSL#3 que distribuye Ferring (es decir, la formulación fraudulenta) y concluyó que “ya no puede considerarse idéntica, al menos en efecto” al principio original». Según un artículo científico publicado en Frontiers in Immunology, «estas discrepancias pueden tener un gran impacto sobre la seguridad de los pacientes y sobre la responsabilidad de los médicos al prescribir una formulación de probióticos hecha con procesos diferentes en lugares de producción diferentes a los de la formulación, lo que genera la evidencia original, sin informar adecuadamente a los pacientes».
Recientemente se ha emprendido en Estados Unidos una demanda colectiva relacionada con el escándalo del VSL#3.